# Эвердьюпойс
Эвердьюпойс (англ. avoirdupois, от фр. avoir de pois — «товары, продаваемые на вес») — система весов, в основе которой лежит фунт, состоящий из шестнадцати унций. Широко используется в США, а также в Великобритании, Канаде и Ирландии, хотя последние три страны официально перешли на метрическую систему весов.

## История
Слово avoirdupois происходит от французского и среднеанглийского выражения avoir de pois, буквально означавшего «развесные товары» или «товары, продаваемые на вес». Изначально этот термин использовался для обозначения товаров, которые при продаже взвешивались на больших безменах или весах, и лишь впоследствии так стали называть систему единиц веса, использовавшихся при продаже этих товаров.
Оригинальная французская система эвердьюпойс выглядела следующим образом:
- 1 драхма = 1/16 унции или 1/256 фунта;
- 1 унция = 16 драхмам или 1/16 фунта;
- 1 фунт = 16 унциям или 256 драхмам;
- 1 четверть = 25 фунтам;
- 1 квинтал = 100 фунтам;
- 1 "короткая" американская тонна = 2000 фунтам.

## Британская разновидность эвердьюпойс
После прихода системы эвердьюпойс в Британию и Ирландию в ней появилась новая единица — стоун, равная 14 фунтам. Для облегчения преобразования четвертей, хандредвейтов (английское название квинтала) и тонн в стоуны их значения были, соответственно, приравнены к 28, 112 и 2240 фунтам. Таким образом, британская версия системы эвердьюпойс приобрела следующий вид:
| Единица     | Величина в фунтах | Метрическое значение |
| ----------- | ----------------- | -------------------- |
| драхма      | 1/256             | ~1,772 г             |
| унция       | 1/16              | ~28,35 г             |
| фунт        | 1                 | ~453,6 г             |
| стоун       | 14                | ~6,35 кг             |
| четверть    | 28                | ~12,7 кг             |
| хандредвейт | 112               | ~50,8 кг             |
| тонна       | 2240              | ~1016 кг             |

## Американская разновидность эвердьюпойс
В британских колониях в Северной Америке изначально использовалась оригинальная французская разновидность эвердьюпойс, в которой отсутствует стоун, четверть равняется 25 фунтам (около 11,34 кг), хандредвейт содержит 100 фунтов (примерно 45,36 кг), а тонна — 2000 фунтов (около 907,2 кг). Американские разновидности четверти, хандредвейта и тонны иногда называют «короткими», чтобы отличать их от «длинных» британских аналогов.